# Райффайзен Арена
Райффайзен Арена — футбольний стадіон у Лінці, столиці землі Верхня Австрія. Він відкрився у 2023 році на місці стадіону Лінцер, який був побудований у 1952 році та знесений у 2021 році. Новий стадіон має загалом 19 080 місць (стоячі, сидячі та ложі), з яких 17 117 місць доступні для міжнародних матчів.
Вартість стадіону склала 65 мільйонів євро. З урахуванням додаткових об'єктів (наприклад, офісів, тренувальних майданчиків або денного ресторану) вона становитиме 85 мільйонів євро. Через збільшення вартості будівельних матеріалів точна вартість буде відома лише після завершення будівництва. Поруч зі стадіоном розташована багатофункціональна арена TipsArena Linz і шестисмуговою 200-метровою синтетичною доріжкою та максимальною місткістю 8 755 місць.

## Історія
17 лютого 2023 року арена вперше була використана для футбольного матчу. Жіноча команда ЛАСК у контрольному матчі зустрілася з SPG Geretsberg/Bürmoos. Жінки ЛАСК перемогли з рахунком 4:1. Капітан Катаріна Майр забила перший гол на новому стадіоні.
Перша гра серед чоловіків відбулася 24 лютого. У 19-му турі Бундесліги ЛАСК зустрівся з СК «Аустрія Лустенау». ЛАСК переміг з рахунком 1:0 завдяки пенальті, реалізованому Маріном Любічичем на 90+4 хвилині, на очах у 12 000 глядачів.
24 та 27 березня 2023 року стадіон прийняв перші два міжнародні матчі, коли національна збірна Австрії з футболу грала з Азербайджаном (4:1) та Естонією (2:1) у відбірковому турнірі до Євро-2024.

## Галерея

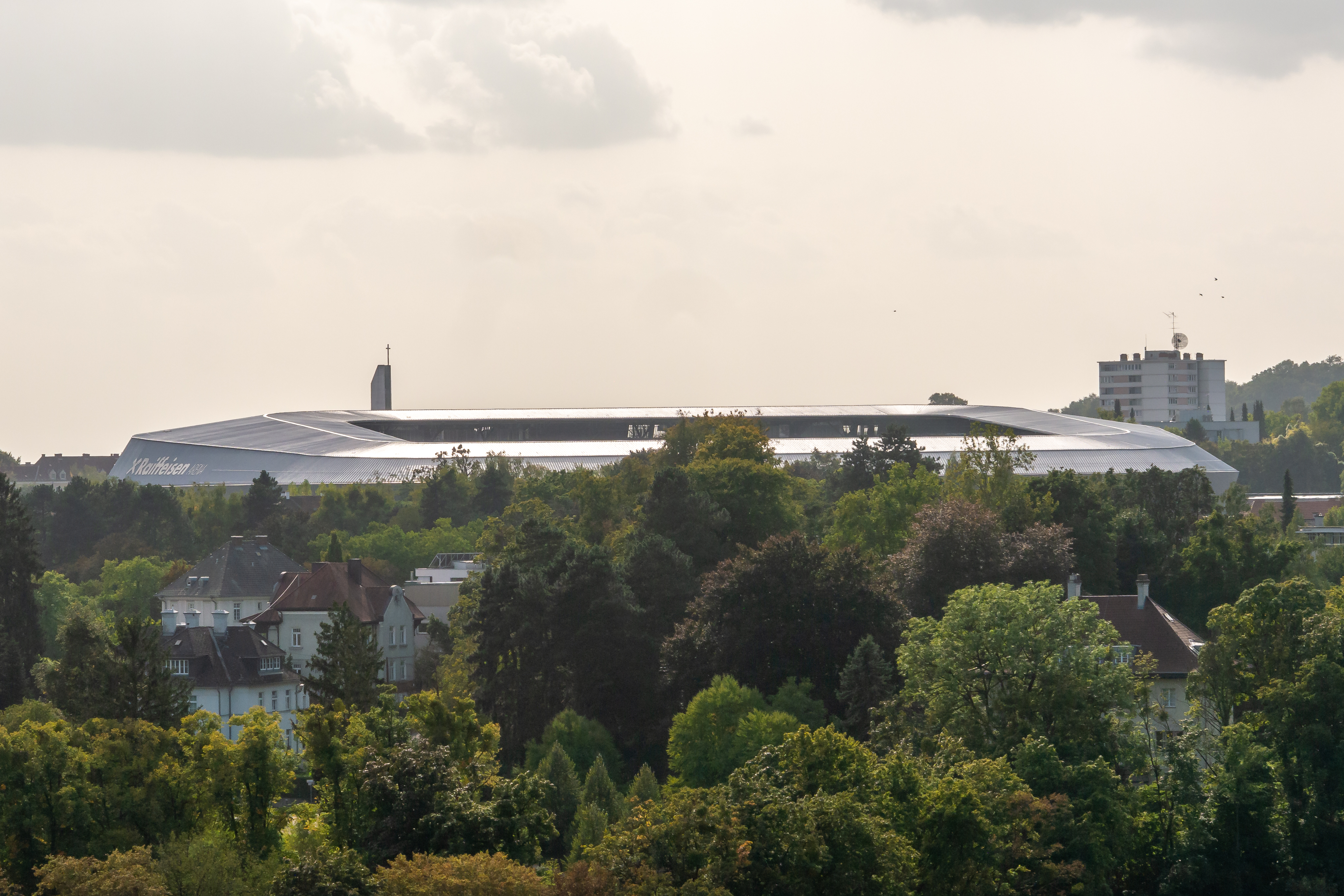
Вид ззовні
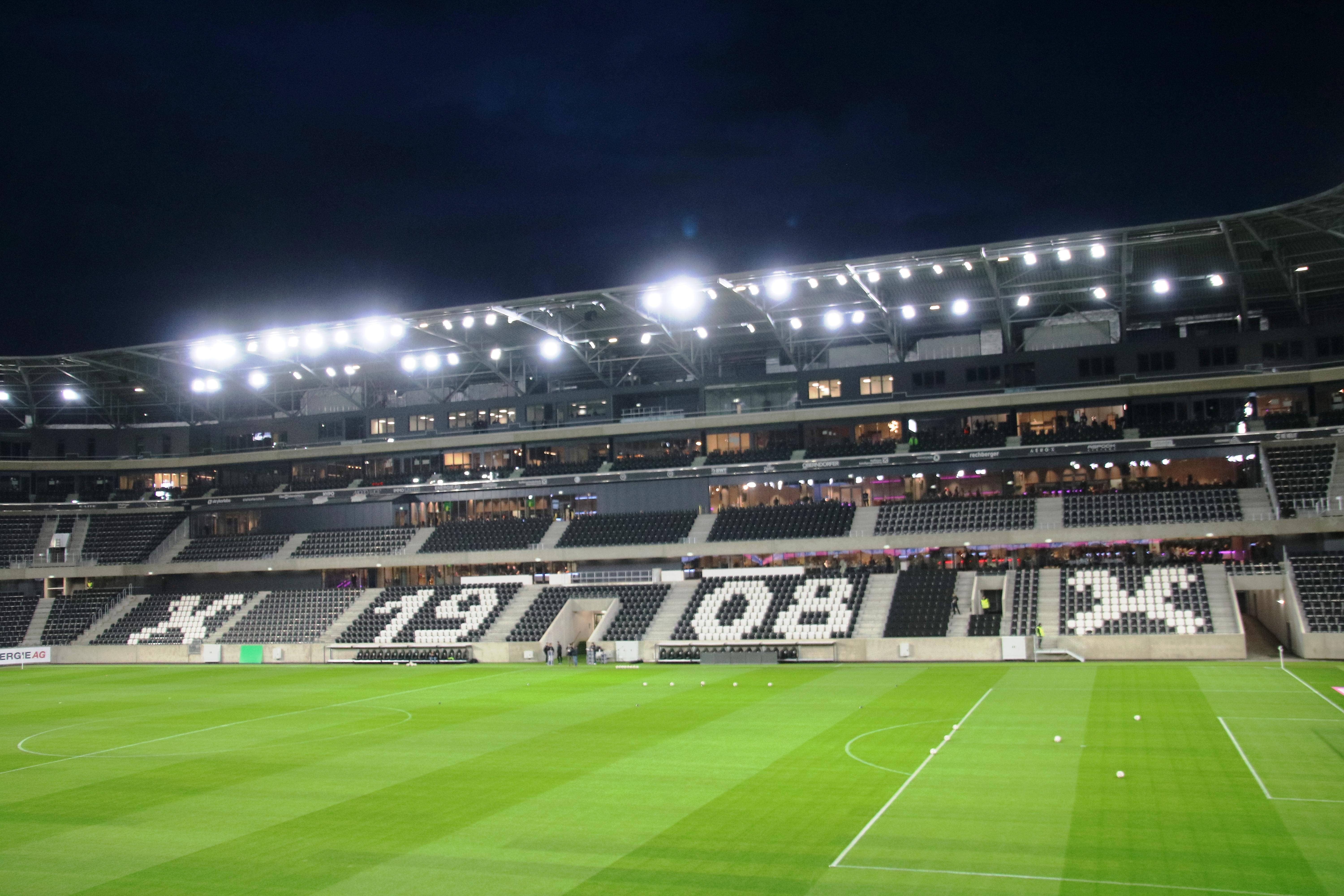
Головна трибуна (лютий 2023)
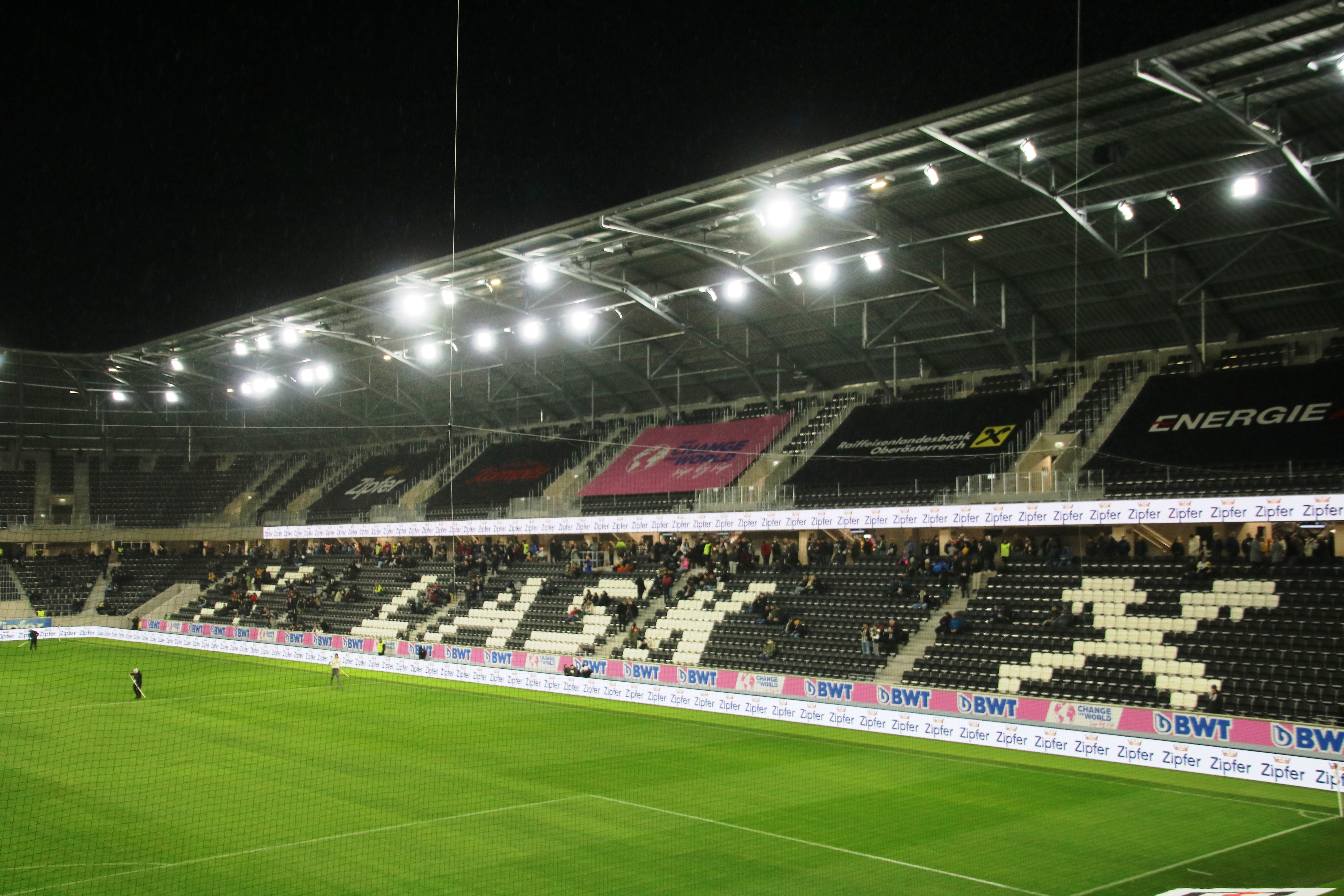
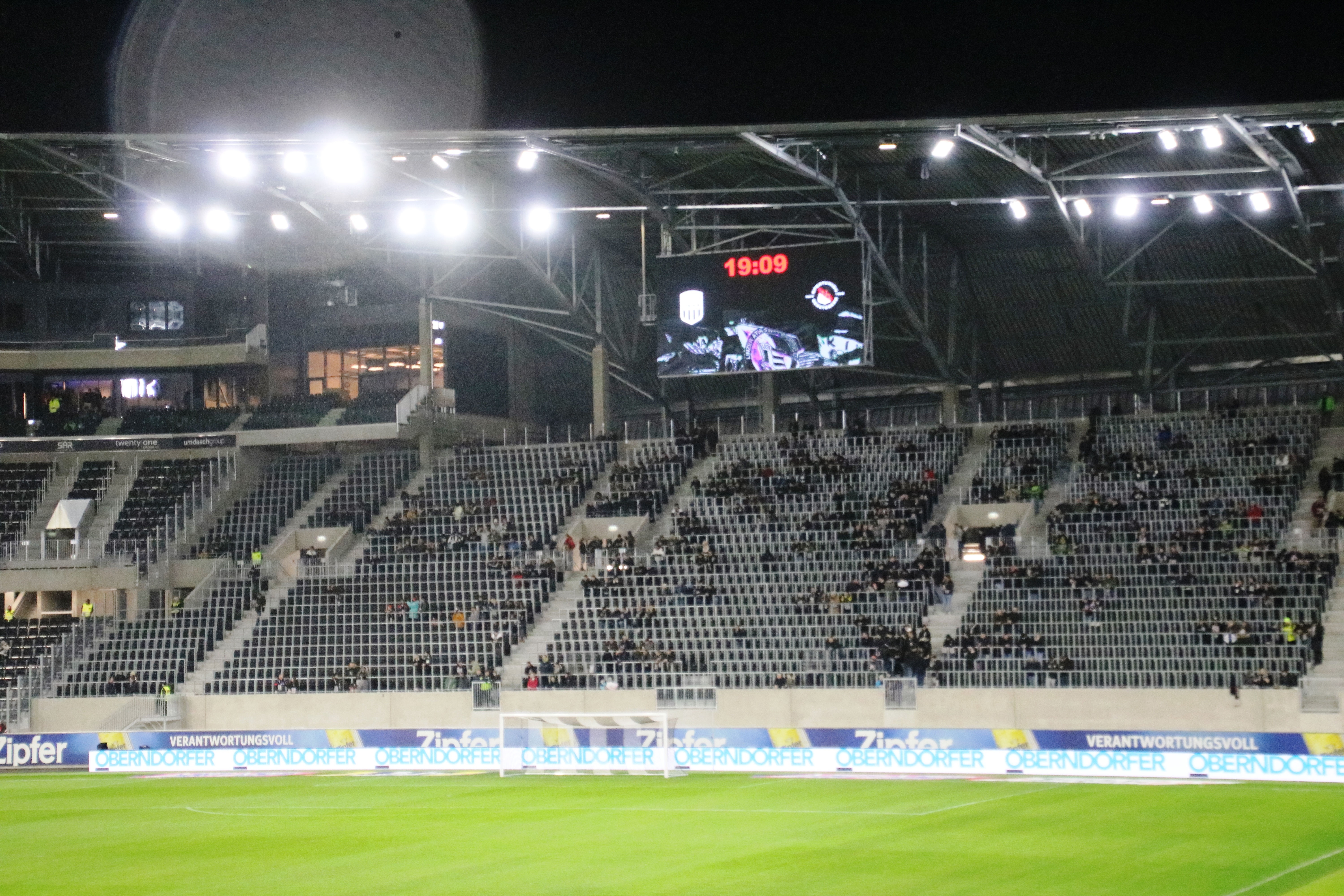
Трибуна за воротамі (лютий 2023)